# Thomas Ramos
Thomas Ramos (Mazamet, 23 de julio de 1995) es un rugbista francés que se desempeña como fullback y juega en el Stade Toulousain del Top 14. Es internacional con Les Bleus desde 2019.

## Biografía
Comenzó a jugar al rugby a la edad de cinco años, en su natal Sporting Club Mazamétain y permaneció allí hasta los 15 años. Cuando fue descubierto por Jean-Louis Castro y reclutado a las juveniles del poderoso Stade Toulousain.
En 2019 se convirtió en patrocinador de EndoFrance, la asociación francesa para la lucha contra la endometriosis; enfermedad que su esposa, Sophie, padece.

## Carrera

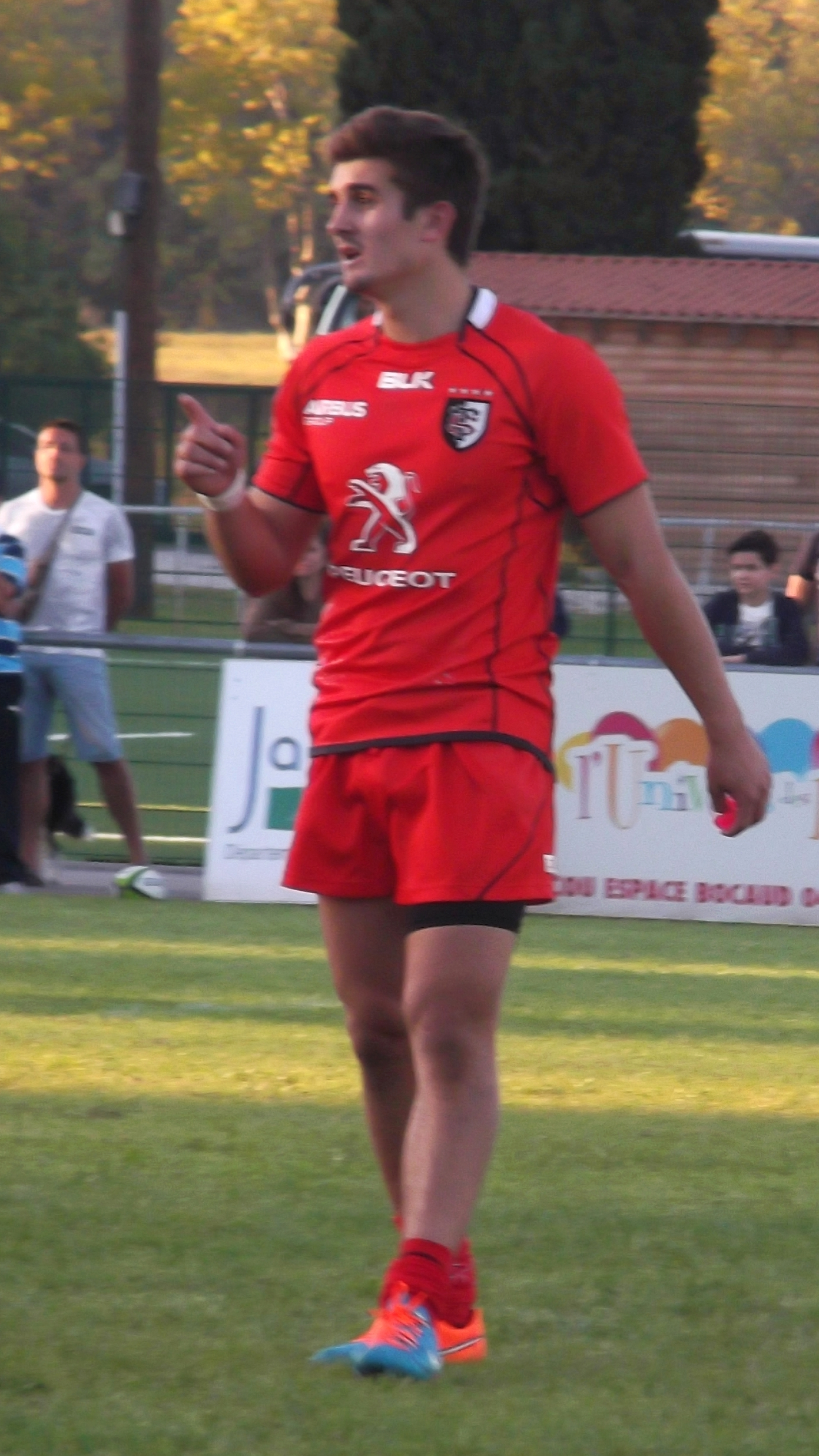
Jugando en la reserva del Stade Toulousain, en octubre de 2014.

Debutó profesionalmente con solo 18 años en febrero de 2014, jugando contra el Castres Olympique y anotó un try. En abril firmó su contrato por dos años con el club.
En agosto de 2014 recibió su primera tarjeta roja, en un partido ante el Castres Olympique. Fue suspendido por tres partidos y a partir de entonces, solo acumuló 20 minutos en cuatro partidos a lo largo de la temporada.
Fue suplente en la temporada 2015-16, tras la llegada de Ugo Mola como entrenador.

#### Préstamo al Us Colomiers
Fue cedido al Us Colomiers Rugby, equipo de la segunda división, para la temporada 2016-17. Se ganó la titularidad, disputó 24 partidos y terminó como máximo anotador de la temporada con 345 puntos (5 tries, 84 penales y 34 conversiones). Quedando como uno de los jugadores más importantes en la historia del club.

#### Regreso al Toulouse
Después de un año regresó al Stade Toulousain en 2017, rechazando las ofertas de fichaje del Rugby Club Toulonnais, por pedido de Mola que lo convirtió en wing titular. En octubre prorrogó su contrato con el club hasta 2021 y al final de la temporada, totalizó 25 partidos y 285 puntos.
En noviembre de 2017, los Barbarians franceses lo seleccionaron para enfrentar a los Māori All Blacks. Fue fullback titular y ganaron a los kiwis 19–15 en el Stade Jacques Chaban-Delmas.
Terminó la temporada 2018-2019 con una victoria en la final del Top 14 contra ASM Clermont. Jugó como apertura y anotó los cuatro penales que intentó, así como una conversión.

#### Años 2020
En la final del Top 14 2020-21 anotó casi todos los puntos de su equipo (cuatro penales que intentó y un drop), ganaron 18-8 al Stade La Rochelais y fue elegido mejor jugador del partido. Se había lesionado la pantorrilla, quedando afuera durante seis semanas y en la final de la Copa Europea jugó solo diez minutos; sustituyendo por sangre a Médard.
La temporada siguiente, Toulouse perdió en las semifinales de ambas competiciones ante Leinster Rugby en Dublín y luego ante Castres Olympique en Niza. Terminó la temporada como el tercer mejor director del campeonato francés detrás de Léo Berdeu y Antoine Hastoy con 225 puntos anotados.
Para la temporada 2022-2023, el Stade Toulousain incorpora al lateral internacional francés Melvyn Jaminet procedente de Perpiñán y al lateral internacional italiano Ange Capuozzo llegado procedente de Grenoble, que vienen así a competir con Thomas Ramos en su puesto, tras marcharse por la retirada de Maxime Médard . Ahora hay tres jugadores para un lugar, cuestionando su lugar. A pesar de estas llegadas y rumores de salida, Thomas Ramos decide extender su contrato con el Stade Toulousain por cuatro temporadas más, es decir, hasta 2027, cuando fue muy buscado en el Top 14, en particular por Lyon, Clermont y Toulon. A continuación, comenzó esta temporada como titular en la zaga, antes de ser sustituido en la inauguración de la tercera jornada del campeonato, tras la lesión del titular habitual, Romain Ntamack. Desempeña su papel a la perfección en la apertura, en particular realizando una muy buena actuación contra Clermont durante la sexta jornada. Durante este encuentro, anotó dos tries, entregó una asistencia de pie para Ange Capuozzo y anotó un total de 26 puntos en el partido.
Después de ser elegido jugador del mes de octubre en el Top 14, en particular gracias a sus 67 puntos anotados y tres intentos anotados durante este mes.

## Selección nacional
Representó a Les Bleuets, dirigido entonces por Fabien Pelous, en 2015. Disputó el campeonato mundial juvenil 2015, Francia terminó cuarta al caer en semifinales con los Baby Blacks.
Jacques Brunel lo convocó a Les Bleus para disputar el Torneo de las Seis Naciones 2019 y debutó contra Inglaterra; sustituyendo a Yoann Huget en el minuto 41.
Participó en el Torneo de las Seis Naciones de 2022, durante el cual estuvo presente en todas las hojas de partido, pero jugó solo tres veces, entrando en juego cada vez, para un tiempo total de juego de 19 minutos, Francia gana el torneo, su 10 Grand Slam y el primer título en 12 años.
Fue seleccionado para participar en la gira de otoño de la selección de Francia., en noviembre de 2022. Aprovechó la ausencia de Melvyn Jaminet para consolidarse como fullback en el primer partido de la gira, ante Australia. Esta es solo su segunda permanencia con los Blues bajo la era de Fabien Galthié, desde 2019. Hizo un muy buen partido, y fue uno de los hombres del partido, ya que anotó veinte de los treinta puntos anotados por su país, durante la victoria francesa 30 a 29. En enero de 2023, fue nuevamente llamado a la selección de Francia para participar en el Torneo de las Seis Naciones de 2023. Fue titular en el primer partido del torneo contra Italia y anotó el segundo ensayo del partido. Los franceses ganaron 24 a 29.

### Participaciones en Copas del Mundo
Brunel lo llevó a Japón 2019 como suplente de la estrella Maxime Médard. Ingresó en el primer partido al minuto 61 y fue titular contra los Estados Unidos en la segunda fecha (anotó una conversión). Se lesionó ante las Águilas, esguince de tobillo, quedando fuera del torneo y fue reemplazado por Vincent Rattez.
| Mundial                       | Sede    | Resultado        | PJ | Tries |
| ----------------------------- | ------- | ---------------- | -- | ----- |
| Copa Mundial de Rugby de 2019 | Japón   | Cuartos de final | 2  | 0     |
| Copa Mundial de Rugby de 2023 | Francia | Cuartos de Final | 4  | 1     |

## Estilo de juego
Su posición natural es fullback, pero puede jugar como apertura. Un buen pateador, ha sido máximo anotador en los distintos equipos que ha representado.
Eficaz en sus duelos, a menudo logra romper la línea defensiva contraria. También tiene una muy buena lectura del juego y como resultado, tiene cualidades de anticipación que a menudo le permiten estar un paso por delante de sus atacantes.

## Palmarés
Fue elegido «Mejor Jugador de la Rugby Pro D2» en la temporada 2016–17.
- Campeón del Torneo de las Seis Naciones de 2022 y 2025.
- Campeón de la Copa de Campeones de 2020-21.
- Campeón del Top 14 de 2018-19 y 2020-21.